# Tires (Itália)
Tires (alemão Tiers) é uma comuna italiana da região do Trentino-Alto Ádige, província de Bolzano, com cerca de 880 habitantes. Estende-se por uma área de 42 km², tendo uma densidade populacional de 21 hab/km². Faz fronteira com Campitello di Fassa (TN), Castelrotto, Cornedo all'Isarco, Fiè allo Sciliar, Mazzin (TN), Nova Levante, Pozza di Fassa (TN).

## Demografia
| Variação demográfica do município entre 1861 e 2011                               |
|                                                                                   |
| Fonte: Istituto Nazionale di Statistica (ISTAT) - Elaboração gráfica da Wikipedia |